# Coronavac

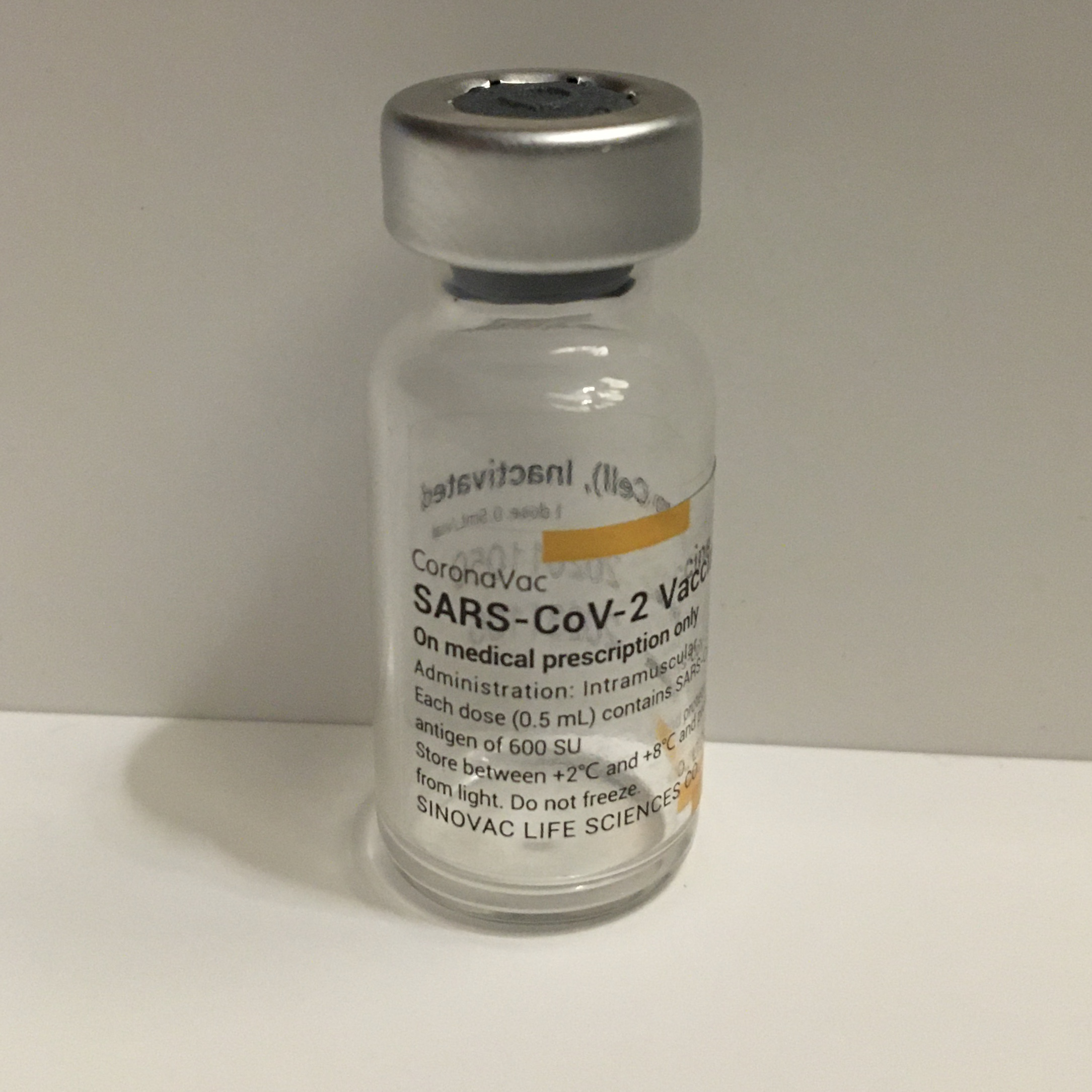
Tom Coronavac-flaska

Coronavac, i marknadsföringssyfte skrivet CoronaVac, är ett covid-19-vaccin som utvecklats av det kinesiska läkemedelsföretaget Sinovac Biotech. Fas III-försök påbörjades sommaren/förhösten 2020 i Brasilien, Chile, Indonesien och Turkiet. Coronavac är av en traditionell vaccintyp, som använder en metodik med inaktiverade viruspartiklar av sars-cov-2.
Resultat av ett fas II-försök, som avslutades i juli 2020, publicerades i The Lancet.

## Skyddsvärde
Uppgifter om skyddsvärde har varierat. Uppgifter från Turkiet i slutet av december 2020 anger 91,25 procent.
Från fas II-försöken i Brasilien rapporterades i januari 2021 ett skyddsvärde på 50,38 procent, baserat på data från 12 508 försökspersoner. Instituto Butantan, som organiserat försöken, menade att den låga siffran berodde på att mer rigorösa standardkrav för infektion användes, jämfört med andra vaccintillverkare. Den 7 januari 2021 annonserade Instituto Butantan, utan att närmare redogöra för hur skyddsvärdet beräknats, att vaccinet hade ett skyddsvärde på 78% vid milda fall och 100% på svåra och mellanfall, baserat på  220 Covid-19-fall på 13.000 försökspersoner.
I Indonesien har skyddsvärdet i januari 2021 angivits till 65,3 procent, baserat på fas III-försök i Indonesien.

## Godkännande
Per mitten av januari 2021 hade vaccinet godkänts för akutanvändning i Kina, Indonesien, Brasilien och Turkiet. Indonesiska myndigheter godkände vaccinet för akutanvändning den 10 januari 2021.

## Tillverkning
Sinovac meddelade i januari 2021 att företaget avsåg att dubblera årsproduktionen till en miljard doser till februari 2021 genom en ny andra produktionslinje.
Det indonesiska vaccinföretaget Bio Farma planerar öka produktionen till 250 miljoner doser per år.
I Brasilien påbörjades i november 2020 byggandet av en fabrik för 100 miljoner doser per år.